# Phricta spinosa
Phricta spinosa är en insektsart som beskrevs av Ludwig Redtenbacher 1892. Phricta spinosa ingår i släktet Phricta och familjen vårtbitare. Inga underarter finns listade i Catalogue of Life.